# Theopomposz
Theopomposz (i. e. 378/377, Khiosz – i. e. 315 körül) görög történetíró.

## Élete
Ifjú korában apjával, Damaszisztratosszal együtt Spárta-barátságuk miatt száműzték hazájukból. Ezalatt beutazta egész Hellászt. Valószínűleg Iszokratész tanítványa volt. 352-ben szónokként díjat nyert az Artemiszion által férje, Mauszolosz temetésén tartott múzsai versenyen. Hosszabb ideig élt Makedóniában, II. Philipposz udvarában, 333/332-ben Nagy Sándor támogatásával visszatért hazájába, az uralkodó halála (323) után azonban ismét száműzetésbe kényszerült. Végül I. Ptolemaioszhoz menekült, de életét ott is csak barátai közbenjárása mentette meg. Halálának helye és ideje ismeretlen.

## Történeti munkái

### Hellénika
Első nagyobb lélegzetű műve a Hellénikai hisztoriai (Görög történelem), mely 12 könyvből áll és a 411/410-től 394-ig tartó időszakot dolgozta fel, vagyis a thuküdidészi mű végétől a knidoszi ütközetig, a spártai tengeri uralom végéig terjedő időszakot.
Nem kortörténet, jelentős régebbi irodalmat használhatott fel. Xenophón Hellénikája erős indíttatást jelenthetett a mű megírásához, a téma részletesebb kidolgozásához. A műből fennmaradt töredékek nem teszik lehetővé képet alkotni az egész munka jellegéről.

### Philippika
Másik nagyobb műve a Philippikai hisztoriai (Philipposz története) 58 könyvben dolgozta fel "a görögök és a barbárok tetteit" az 5. századtól. E műből jelentősebb számú töredék maradt fenn. Nagyobb exkurzusaiból később önálló gyűjtemények készültek (Csodálatos esetek, Az athéni demagógok, A delphoi kincsek elrablói).
A Hérodotosz-kivonat két kötetével együtt a fenti művek folyamatos áttekintést adtak a görög történelemről.

## Történetszemlélete
Philipposz-életrajzában a görögség körében folytatott két vitára, az ideális államforma és a pánhellenizmus problémájára is választ kívánt adni. A Makedónia vezetésével megvalósított pánhellén egységtől ugyanis azt remélte, hogy a görög társadalmat konzervatív alapon szervezi újjá. Kemények kritizálta Philipposzt részeges mulatozásaiért, bujaságáért, az önmérséklet teljes hiányáért, mivel - Theopomposz szerint - ezek a gyengeségek tönkretették a királyt, aki a görögség nagy vezetője lehetett volna.